# Biogeografia
La biogeografia (dal greco antico βίος, «essere vivente» e dal latino geographia, a sua volta dal greco antico: γῆ, «terra» e γραφία, «descrizione») è un ramo della biologia che studia la distribuzione geografica e cronologica delle specie e degli ecosistemi. Infatti, i singoli organismi e le comunità biologiche da essi composte variano spesso in modo regolare a seconda di caratteristiche geografiche come latitudine, altitudine, isolamento e superficie dell'habitat di riferimento. 
In quanto campo multidisciplinare, unisce concetti e informazioni provenienti da ecologia, biologia evolutiva, tassonomia, geologia, geografia fisica, paleontologia e climatologia. Fra i pionieri della trattazione scientifica di questo campo di studi vi è Carlo Linneo, cui fecero seguito i lavori di Alexander von Humboldt (1769–1859), Francisco José de Caldas (1768-1816), Hewett Cottrell Watson (1804–1881), Alphonse de Candolle (1806–1893), Alfred Russel Wallace (1823–1913), Philip Lutley Sclater (1829–1913) e altri biologi ed esploratori.

## Introduzione
(David Quammen)
La distribuzione delle varie specie nelle diverse aree geografiche può essere spiegata attraverso una combinazione di fattori storici come speciazione, estinzione, deriva dei continenti e glaciazione. Lo studio di questi processi prende in esame anche i cambiamenti ecologici: ovvero come la presenza e la distribuzione delle specie varino in relazione a elementi come il livello del mare, le rotte fluviali, l'habitat e i fenomeni di cattura fluviale. La distribuzione degli esseri viventi dipende sia da barriere geografiche sia dalla disponibilità di risorse energetiche, entrambi aspetti oggetto di indagine in questa disciplina.
Di particolare interesse per la disciplina sono le isole. Gli studi di Charles Darwin permettono di comprenderne l'importanza: la varietà dell'ecosistema delle Galapagos gli permise di valutare i fenomeni evoluzionistici, dedicando due capitoli de L'origine delle specie proprio alla distribuzione geografica. L'importanza delle isole risiede nella presenza di ecosistemi molto più condensati rispetto a quelli della terraferma: questo permette di osservare chiaramente l'effetto di eventuali fattori ambientali - come l'ingresso di specie invasive o  cambiamenti meteorologici - anche in tempi brevi. Infine, l'abbondanza di isole sulla superficie terrestre fa sì che consentano di studiare una vasta gamma di biomi, rendendole ideali per l'indagine degli esseri viventi.

## La biogeografia come scienza geografica
La biogeografia è una branca della geografia fisica, nonché campo di studi delle scienze naturali e ambientali.
A seconda degli organismi studiati, la biogeografia può essere distinta in fitogeografia o geobotanica (piante), zoogeografia (animali) e micogeografia (funghi), ma tale distinzione trova critiche nel fatto che tali organismi sono in ultima istanza legati da rapporti di interdipendenza all'interno di ecosistemi.
La biogeografia analizza estensione e sovrapposizione di areali, aree di transizione, sviluppi delle associazioni degli organismi viventi, comunità biologiche, popolazioni e specie, prevedendo o definendo la loro distribuzione geografica e gli avvicendamenti nel tempo.
Gli organismi viventi, le specie, le popolazioni e le comunità biotiche variano tipicamente seguendo gradienti geografici come latitudine e altitudine, associati a fattori ambientali come l'isolamento e l'idoneità dell'habitat, insieme a processi ecologici ed evolutivi che possono influenzare la loro distribuzione spaziale a determinati livelli di scala.
Fenomeni associati alla distribuzione spaziale (latitudine, longitudine, altitudine, profondità batimetrica) possono riferirsi anche a gradienti geografici di biodiversità.
Con dati aggregati all’estensione di mari, coste, foreste, aree agricole, aree urbane ed aree industriali si possono realizzare indici di biodiversità per l’analisi degli ecosistemi e l’integrità degli habitat naturali.
I primi tentativi di definire regioni biogeografiche marine risalgono ai primi decenni del XX secolo.

## Concetti di base

### Clima e ambiente naturale
Ci sono tre ambienti in cui si sviluppa la vita sul pianeta: terra, acqua ed aria, barriere naturali dalle diverse caratteristiche ambientali. Ogni specie animale e vegetale per vivere necessita di particolari condizioni del clima. Ogni clima determina un particolare ambiente naturale (paesaggio) in cui si sviluppano specifici raggruppamenti di animali e vegetali (biomi), accomunati da esigenze biologiche simili (alcune specie riescono a vivere anche adattandosi tra due ambienti).
I macroclimi interessano aree di molti milioni di chilometri quadrati, con all'interno diverse zone con differenze climatiche anche notevoli, si parla allora di mesoclimi compresi nel macroclima; all'interno dei mesoclimi ci sono i microclimi che abbracciano aree limitate che possono riguardare una piccola valle, una città, ecc.
Il microclima urbano è "artificiale" perché determinato anche dall'intervento dell'uomo.

Il paesaggio ha una composizione definita ed un insieme di caratteristiche fisiche, biologiche e visuali. 

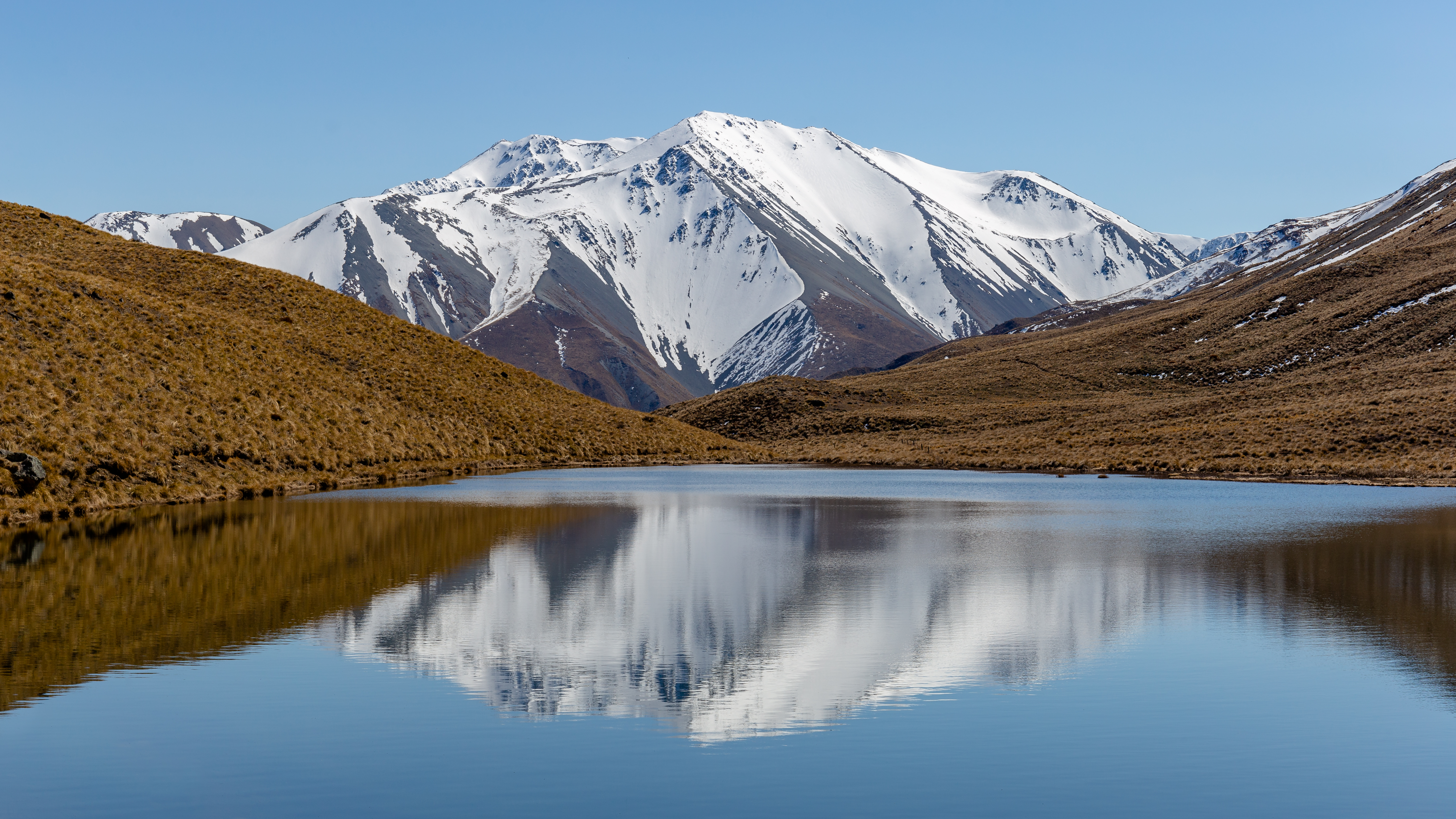
Lake Mystery, Canterbury, Nuova Zelanda

Il clima influisce nel modellare e plasmare il paesaggio, cancellato fisicamente ma con testimonianze, nel disfacimento delle rocce, il loro trasporto e la loro deposizione, ma anche con un'azione esercitata dalla vegetazione sul suolo.
Particolare rilevanza per descrivere genesi, cause ed evoluzione di fenomeni geologici e climatologici, assume la geografia fisica ed una sua branca di studio denominata geomorfologia, che definisce una prima suddivisione delle "forme del rilievo terrestre" (siano esse subaeree o subacquee), come il prodotto delle incessanti azioni combinate delle due grandi categorie di forze geodinamiche, che agiscono nel tempo sulla terra:
- endogene (fenomeni tettonici, sismici, vulcanici);
- esogene (acqua, vento, gravità, condizioni climatiche);

Alle forme del rilievo terrestre si inserisce il concetto geografico di “scala del rilievo terrestre”. Le forme e la scala del rilievo confluiscono in un'unica classificazione:
- Forme del primo ordine: i continenti, gli oceani.
- Forme del secondo ordine: i continenti si dividono in fasce attive di formazione delle catene montuose e regioni inattive di rocce antiche e stabili o di grandi pianure, ai bacini oceanici corrispondono le dorsali, gli archi insulari, le fosse e le piane abissali. Dal primo ordine al secondo ordine aumenta il ruolo dei processi esogeni e si riduce il ruolo dei processi endogeni, altrettanto è rilevante dal secondo al terzo ordine.
- Forme del terzo ordine: montagne isolate, pianure, depressioni, altipiani, colline, distese ghiacciate, ecc.

Al terzo ordine si inseriranno i tipi e le unità fisiografiche di paesaggio.

Si può integrare un'analisi visuale attraverso:

Parco nazionale di Namib-Naukluft, Namibia

- Il profilo delle forme (tridimensionale, volumetrico e degli spazi vuoti)

- Il colore e la materia di cui sono composte le forme (in natura, in ambiente antropico, misto)
- La tessitura delle forme (uniforme, a mosaico, frammentato, ecc.)

Le caratteristiche di un "paesaggio ecologico" di una regione si possono configurare mediante la stima dei parametri di: eterogeneità, connettività e frammentazione, partendo da una scala percettiva/esplorativa.
Risulta importante la distinzione scientifica tra la scala dei tempi geologici terrestri e il rapporto entro livelli di tempo sufficientemente lunghi che vanno oltre le ciclicità a breve periodo che caratterizzano la variabilità meteorologica, come il ciclo giornaliero (24 ore), quello stagionale (1 anno), quello delle teleconnessioni atmosfera-oceano (3-7 anni), o il ciclo delle macchie solari (circa 11 anni) e quindi oltre il clima (base 30 anni) si aggiungono, i Cicli di Milanković. Le glaciazioni hanno avuto notevole influenza sulla fauna e la flora con grandi migrazioni ed adattamenti a nuovi ambienti o estinzioni.

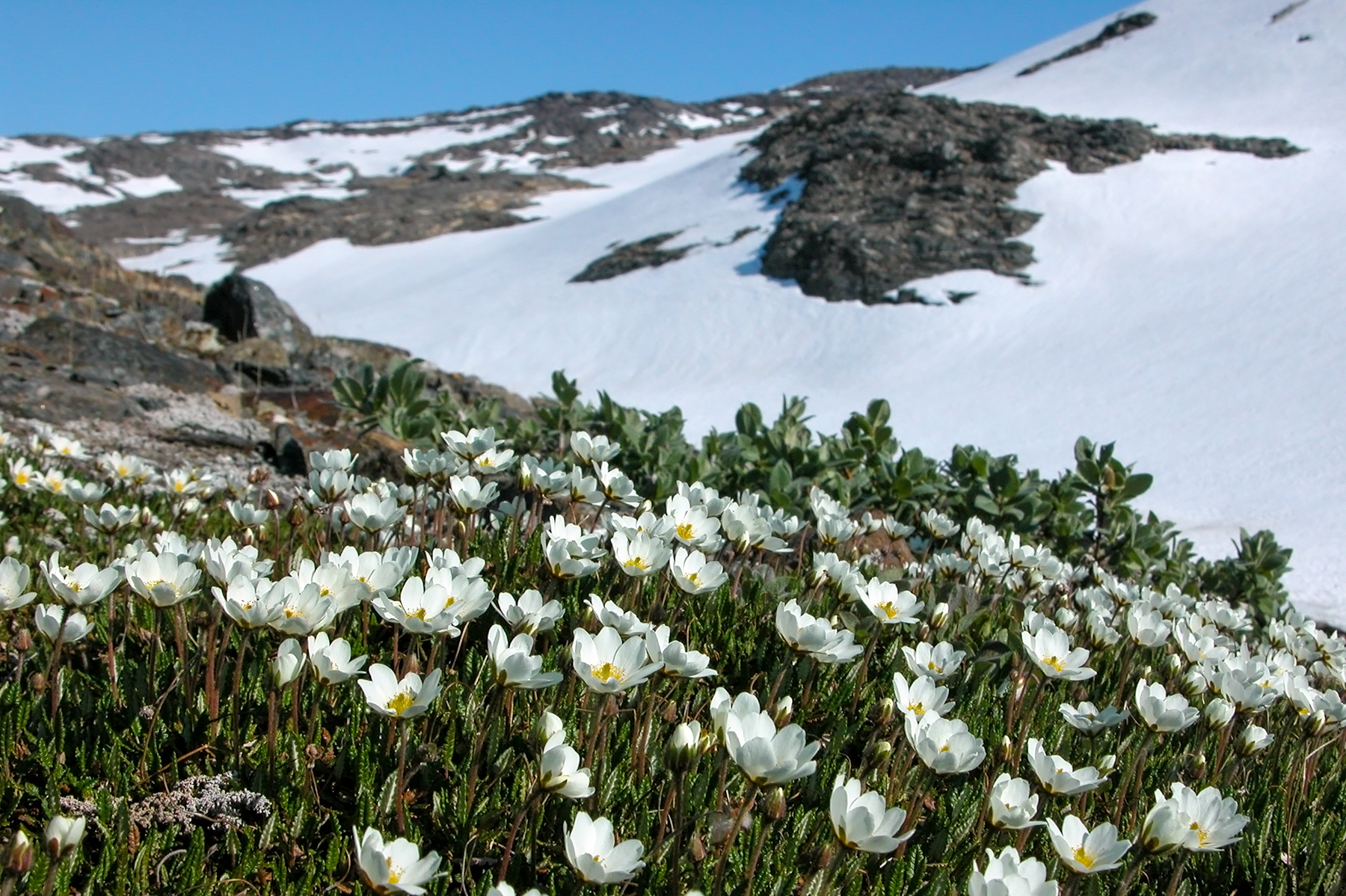
Dryas octopetala pianta con fiori: Occasionalmente distribuita nei depositi di materiale sedimentario di origine glaciale; Prendono riferimento dal nome dalla pianta le evoluzioni delle temperature in periodi geologici postglaciali come il dryas recente.

### Distribuzione geografica delle formazioni vegetali e animali

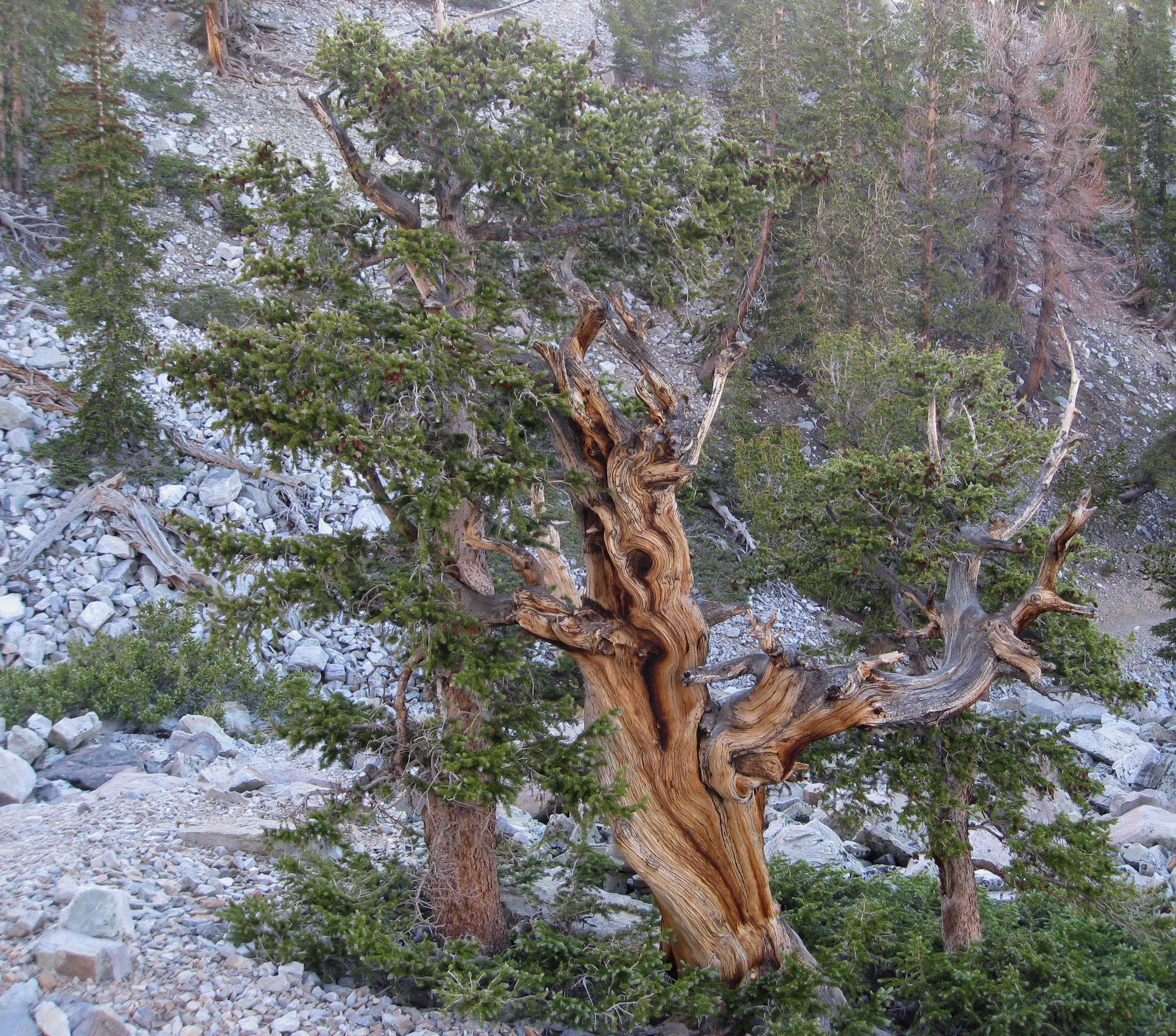
Pinus longaeva: alberi che hanno età misurabile in migliaia di anni; specie scoperta nelle regioni di alta quota delle montagne del sud-ovest degli Stati Uniti.

I principali fattori ambientali che determinano la distribuzione geografica delle formazioni vegetali sono: la presenza della luce, il calore e i cicli delle temperature, la presenza di acqua e il ciclo idrologico, i fattori climatici, il rapporto fra la vegetazione con il tipo di suolo e le strategie di adattamento. I principali fattori che determinano la distribuzione geografica delle associazioni e delle specie animali sono: le condizioni di vita con la disponibilità di cibo e la riproduzione, il movimento con periodi di attività e riposo, i ritmi biologici con tipicità termoregolatrici e metaboliche, la distribuzione della copertura vegetale con i suoi principali fattori e le strategie di adattamento.
Le varie specie di animali e vegetali presenti in ogni singolo luogo (grande o piccolo che sia) non vivono in maniera indipendente, ma hanno fra loro relazioni di diversi tipi (commensalismo, mutualismo, simbiosi, predazione, parassitismo, ecc.). Esse formano una "comunità biologica" denominata biocenosi. Gli organismi di tale comunità convivono e interagiscono in un determinato "ambito fisico" (aria, acqua, rocce-suolo) detto biotopo. Il biotopo e la biocenosi a esso associata formano un ecosistema le cui componenti, viventi e non viventi, organico e inorganico (parte solida del suolo), si influenzano e si modellano reciprocamente. L'ecosistema è un'entità distinta, generalmente con limiti fisici definiti, ma non in completo isolamento (eccetto che in condizioni artificiali).

Ambienti relativamente omogenei, nei quali a una determinata formazione vegetale (caratterizzata da alcune specie dominanti) si accompagna una data associazione animale (più o meno tipica), vengono denominati biomi. Sebbene il bioma comprenda piante e animali, nei biomi terrestri, le piante verdi dominano in quanto possiedono un'enorme biomassa.  

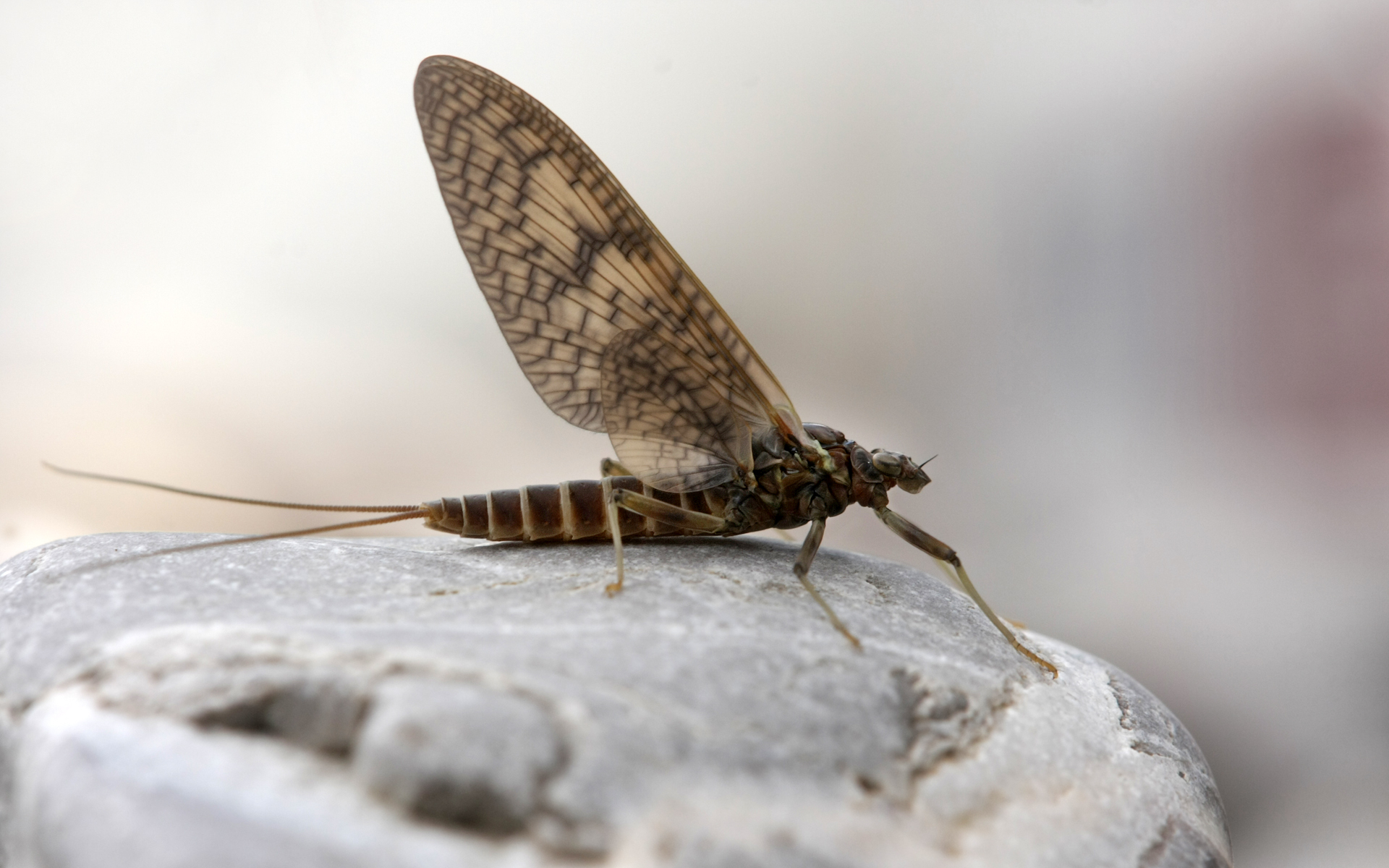
Ephemeroptera: gli adulti vivono pochi giorni o poche ore (donde il nome effimera o efemera); diffusi in tutto il mondo.

L'areale risulta elemento d'indagine biogeografica, inteso come la porzione di spazio geografico, in cui un organismo è presente e dove interagisce nel tempo (transizione biologica) con l'ecosistema.
Col tempo l'evoluzione, la speciazione, l'estinzione e la dispersione hanno distribuito molte specie su tutta la Terra, generando diversi quadri distributivi dei vari organismi: una specie endemica si trova in una certa regione geografica o località specifica e alcune specie endemiche sono relitti di specie che altrove si sono ritirate, rimaste confinate, estinte. Al contrario di quelle endemiche, sono le specie cosmopolite, che sono distribuite su amplissimi spazi della superficie terrestre. La disgiunzione, infine, è un modello di distribuzione in cui una o più specie si trovano separate, in regioni geografiche lontane tra loro.
Risulta determinante la presenza di barriere fisiche e bioclimatiche:
- Fisiche (mari, profondità, tridimensionalità, volume "biologico", ghiacciai, catene montuose, altitudine, esposizione versanti, conformazione delle valli, acque interne, architettura del paesaggio, morfologia del terreno, localizzazione topografica, ecc.).
- Bioclimatiche (elementi del clima, fattori climatici e interazioni con gli organismi viventi). Fenomeni climatologici rilevanti possono essere i fattori ciclici delle temperature insieme alle precipitazioni che agiscono sulla selezione naturale delle piante e degli animali. Fattori caratteristici dell’ambiente marino possono essere la temperatura superficiale (SST) in correlazione con i percorsi delle correnti, con interazioni dovute a proprietà chimico fisiche dell’acqua come salinità, luminosità e ossigeno disciolto.

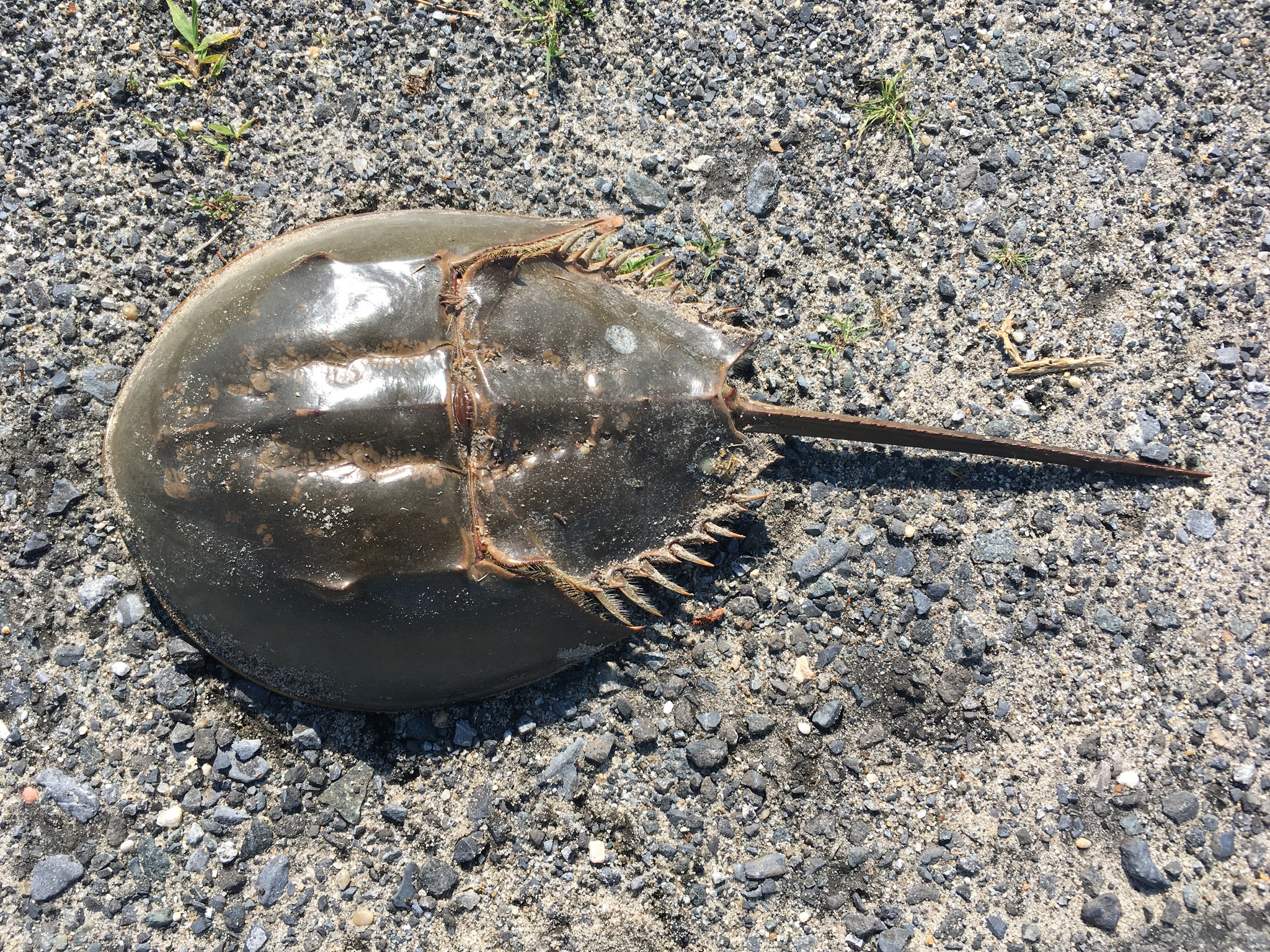
Llimulus polyphemus: questo artropode è un analogo vivente dei fossili di alcuni prosomapodi, dall'aspetto simile ai Trilobiti, con i quali è imparentato lontanamente. È possibile trovarlo nei fondali sabbiosi delle coste Indiane, Giapponesi, Nordamericane e Messicane.

La diversità biologica è un attributo di ogni sistema vivente, a qualsiasi livello di organizzazione, ma a diversi livelli di complessità, dalle molecole agli ecosistemi, ed è difficile darne una determinazione unica, conseguentemente la diversità biologica in campo biogeografico può essere studiata a vari livelli:
- Livello biogeografico, costituito dal numero ed estensione di regioni biogeografiche, dalla varietà dei biomi, dalle associazioni biologiche di specie native e non native (aliene) e taxon.
- Livello biocenotico, costituito dal numero ed estensione degli habitat, in quanto area vitale di un organismo. Specie con le proprie specializzazioni, le proprie strategie di adattamento e di acclimatamento, quindi associato sia a fattori biologici che bioclimatici, compresi in determinati ecosistemi.
- Livello ecosistemico, costituito dal numero ed estensione degli ecosistemi compresi in una determinata regione biogeografica, dall'evoluzione del climax, dal profilo di biodiversità, da eventuali agenti patogeni e l'inquinamento generalizzato.

I fattori geomorfologici contribuiscono a differenziare gli habitat degli ecosistemi e nel tempo le modifiche possono essere così marcate da modificare il limite geografico della potenziale distribuzione delle comunità biotiche. I disturbi causati da calamità possono distruggere, danneggiare o modificare gli ecosistemi e gli habitat.

### Biogeografia e classificazione dei viventi

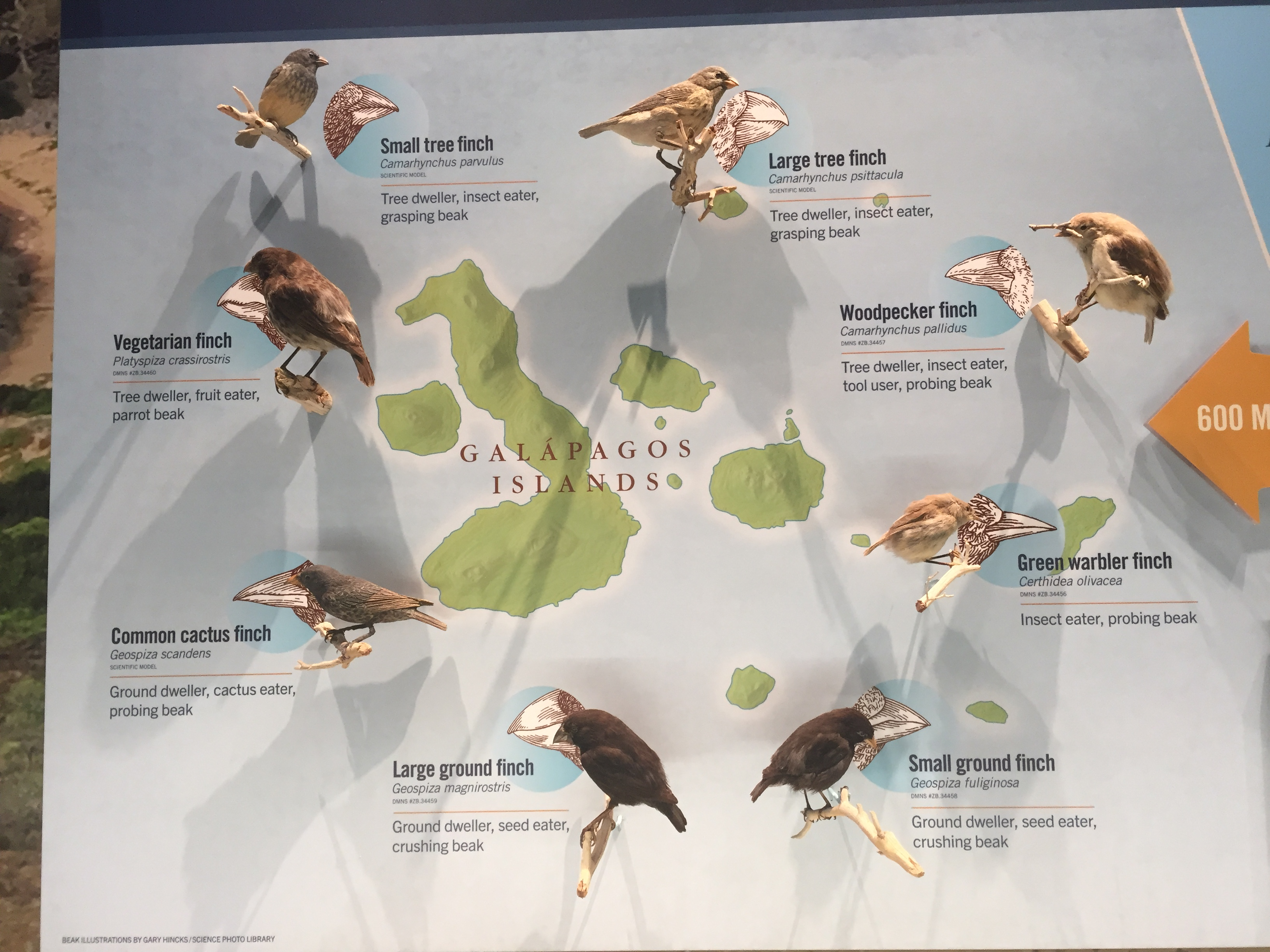
Fringuelli di Darwin. Da una sola popolazione ancestrale si sono evoluti 14 specie di fringuelli; i becchi dei fringuelli si adattarono alle fonti primarie di cibo: semi, germogli, insetti.

Dal punto di vista evolutivo il concetto biologico di specie (dal latino species, forma, aspetto) è un gruppo di organismi interfecondi che può subire nel tempo modificazioni. Gruppi di individui si possono trovare in situazioni di isolamento riproduttivo rispetto alla popolazione originaria e modificarsi nel tempo al punto da non potersi più incrociare o produrre prole fertile con gli organismi delle specie di partenza. Si formano così nuove specie, questo processo detto speciazione, è alla base della diversità esistente tra i viventi.
I biologi raggruppano, sistemano e categorizzano le varie entità, al cui fondamento si trovano le specie di organismi viventi e fossili, con modalità di classificazione scientifica.
Nel XVIII secolo è stato introdotto dal naturalista svedese Linneo il sistema binomio di nomenclatura; a ciascuna specie animale o vegetale viene assegnato un nome costituito da due parole latine, o latinizzate, la prima relativa al genere e la seconda relativa alla specie;
| Nome generico (maiuscolo sostantivo) | Nome specifico (minuscolo, aggettivo o attributivo) | Autore della classificazione | Anno della classificazione |
| ------------------------------------ | --------------------------------------------------- | ---------------------------- | -------------------------- |
| Homo                                 | sapiens                                             | LINNEAUS                     | 1758                       |

A partire dal XIX secolo con l'adozione della teoria evoluzionistica, la sistematica definisce le categorie gerarchiche delle specie, secondo regole tassonomiche, basate su un maggior numero di elementi comuni.

### Biogeografia, tassonomia e paleontologia
In biologia, la suddivisione degli organismi viventi risponde all'esigenza di stabilire raggruppamenti che evidenzino le relazioni storiche tra le specie. Gli schemi di classificazione degli organismi vegetali e di quelli animali, corrispondono ad ipotesi sulla storia evolutiva. I tassonomisti per riunire gli organismi in un dato gruppo si basano su testimonianze fossili, ma anche sugli studi filogenetici, embriologici e biochimici.
Gli organismi inoltre vengono suddivisi in gruppi sulla base di affinità strutturali in omologie e analogie, che non sempre sono in accordo con le somiglianze esteriori. Sono omologhe se hanno la stessa origine embrionale, pur adempiendo a funzioni diverse, p. es.: le ossa dell'arto di una balena o di un uccello, hanno origine embrionale comune, ma non espletano necessariamente la stessa funzione. Sono analoghe le strutture che hanno funzione comune, ma origine embrionale diversa, p. es.: le ali di un insetto e di un uccello.
La paleontologia ha stretti rapporti storici sia con le scienze biologiche, sia con quelle geologiche. Come disciplina naturalistica dal XIX secolo si affianca alla biogeografia come scienza che studia i resti fossili di animali e vegetali del passato, le tracce della loro esistenza, con distinzioni e correlazioni geografiche. Fondamentale è l'apporto paleontologico allo sviluppo delle teorie sull'evoluzione degli esseri viventi e nel campo delle scienze geologiche con la stratigrafia, per lo studio delle successioni di rocce e fossili nel tempo geologico e nel tentativo di determinare la datazione delle rocce, una pietra miliare nella storia della paleontologia. Indicazioni preziose che si sviluppano e si perfezionano con la paleogeografia e la paleoclimatologia, per la ricostruzione dell'evoluzione della terra e l'evoluzione del clima.
Condizione indispensabile perché un organismo o parte di esso possa subire il processo di fossilizzazione è l'isolamento, quanto più rapido possibile dagli agenti distruttori. Un ambiente favorevole per la fossilizzazione p.es. è il fondo marino, perciò le rocce sedimentarie di origine marina sono ricche di fossili.
Durante il XIX secolo i fossili sono stati studiati inizialmente allo scopo di classificarli, in accordo alla pratica di classificazione scientifica Linneiana, e in seguito il loro impiego venne esteso dai geologi e affinato con la biostratigrafia. Nella metodologia di studio cronologico di biozone (o zone biostratigrafiche), le unità cronostratigrafiche sono il materiale geologico, le unità geocronologiche sono i periodi di tempo geologico.
A partire dall'era geologica del paleozoico "della vita antica" (conosciuta anche come “primaria” prima che si scoprissero terreni ancora più antichi), i fossili rinvenuti sono più frequenti, maggiormente interpretabili e dunque hanno consentito ai paleontologi di ricostruire tappe fondamentali della storia delle forme viventi. Non mancano, tuttavia punti oscuri sulla comparsa o la scomparsa di gruppi vegetali e animali. Molti di questi punti forse, non potranno mai essere chiariti, se non verranno alla luce le prove fossili fondamentali e che non presentino incerta posizione sistematica.

### Biogeografia e livelli di organizzazione degli esseri viventi
La biogeografia si avvale del contributo di molte altre discipline scientifiche, tra cui l'ecologia. Questa disciplina inizialmente confinata nell'ambito della biologia, ha assunto una propria autonomia scientifica acquisendo proprie basi teoriche solo a partire dal XX secolo.
A seconda dell'interesse prevalente di studio, a partire dalla biosfera si possono distinguere diversi livelli di organizzazione degli esseri viventi:
- Popolazione
- Comunità biotica (biocenosi)
- Ecosistema, Habitat, Nicchia ecologica

A seconda della distribuzione di piante e animali in ambito biogeografico si possono distinguere diversi campi di studio:
- In che modo gli organismi viventi usano l'energia e la materia per le loro attività vitali negli ecosistemi (le catene alimentari, la biomassa, i flussi di energia, i cicli biogeochimici).
- In che modo i fattori ambientali influiscono sulla distribuzione degli organismi viventi (necessità idriche, temperatura, vento, clima, fattori edafici legati alla natura dei suoli, fattori geomorfologici, disturbi causati da calamità naturali).
- Come interagiscono tra loro le specie e le popolazioni che vivono in un certo ambiente (rapporto tra le specie e dinamica delle popolazioni).
- Come il cambio delle specie costituenti una popolazione all'interno di una comunità di piante e animali si sviluppano in condizioni ambientali stabili e instabili (dinamica degli ecosistemi, successioni ecologiche e climax).
- I Biomi (terrestri e acquatici).
- L'inquinamento (cause ed effetti).

L'ecologia divenuta scienza trasversale, occupandosi di risorse naturali e del rapporto tra uomo ed ambiente può comprendere:
- Ecologia funzionale che si occupa di ruoli, funzioni, bilanci energetici, rendimenti, partendo dall'unità funzionale di riferimento, l'ecosistema.
- Ecologia applicata che si occupa di conservazione, recupero (ripristino), sostenibilità e biodiversità, basandosi sulle conoscenze strutturali e funzionali degli ecosistemi.

## Storia

### XVIII secolo

#### Sviluppi cartografici e geologici
Il XVIII secolo vide numerose scoperte e invenzioni nella navigazione, come il perfezionamento del sestante e l'invenzione del cronometro marino da parte di John Harrison (Foulby, 1693 - Londra, 1776), il quale permise di calcolare con precisione la longitudine; tali progressi favorirono le esplorazioni e lo sviluppo della geografia. 
Nel 1701 lo studioso inglese Edmond Halley, in una mappa da lui disegnata, descrisse con linee i punti sull'Oceano Atlantico di uguale declinazione magnetica, mentre nel 1730 il cartografo Nicolaas Kruik iniziò l'uso su vasta scala della linea isobata. Halley e Kruik, pur descrivere due modelli molto diversi (rispettivamente un fenomeno geofisico e uno orografico), contribuirono entrambi a legittimare l'uso delle isolinee per collocare a livello spaziale e in forma sinottica due tematismi; ciò segnò il passaggio da una rappresentazione geografica di base a una tematica.
Dell'isogonia si trova invece traccia in alcune proiezioni cartografiche del tempo in uso per la navigazione, come la proiezione di Mercatore. Si entrava nella fase della cartografia scientifica terrestre a base geodetica, con la triangolazione dei luoghi rappresentati in piano, in grado di contenere le alterazioni lineari, areali e angolari; nuove metodiche integranti i riferimenti altimetrici furono applicate dal cartografo modenese Domenico Vandelli (1751), mentre si devono al geografo francese Jean Luis Dupain Triel (1791) lo studio delle isoipse e al topografo austriaco Johann Georg Lehmann (1799) lo studio e la rappresentazione del rilievo.
L'Accademia delle Scienze di Parigi nel 1735 inviò due spedizioni scientifiche a due diverse latitudini, una in Perù ed Ecuador, l'altra in Lapponia, con lo scopo di misurare l'arco di meridiano in prossimità dell'Equatore e del Polo, riscontrando la forma ellissoidale della Terra; fra gli scienziati e i geografi spagnoli che vi presero parte figurava anche il botanico francese Joseph de Jussieu.
Nel 1795 il geografo, cartografo ed esploratore Alexander Dalrymple (New Hailes 1737 - 1808) venne nominato idrografo della Marina del Regno Unito, primo a ricoprire tale ruolo.
Sul finire del secolo rimangono spazi da esplorare per i quali mancano conoscenze geografiche e precise rilevazioni scientifiche, tra queste le calotte polari e l'alta montagna con i ghiacciai delle Alpi; Horace-Bénédict de Saussure (Conches 1740 - Ginevra 1799) naturalista e fisico svizzero diede un iniziale contributo alla glaciologia, pioniere dell'alpinismo scientifico, con il suo bagaglio di strumenti, tra i quali l'igrometro a capello, il barometro e il cannocchiale, che presto diventerà binocolo; a Milutin Milanković toccherà scoprire l'origine astronomica delle glaciazioni.

#### Sviluppi naturalistici
A partire dal secolo XVIII iniziò a venir nominato naturalista la persona responsabile per la raccolta di campioni di storia naturale, sia nel contesto di una spedizione scientifica, sia nel contesto di spedizioni effettuate per proprio conto; si passava dagli erbari agli orti botanici, all'individuazione di animali sconosciuti, e iniziarono a nascere nuovi metodi di studio e classificazione degli organismi viventi.
Grazie ad Antoni van Leeuwenhoek (Delft 1632 - 1723), naturalista e ottico olandese, e al suo uso del microscopio, si scoprì l'esistenza di batteri, protozoi e alghe unicellulari; può considerarsi un pioniere della biogeografia microbica.
Grazie al medico e naturalista svedese Carlo Linneo (Råshult, 1707 – Uppsala, 1778) e alla sua modalità di classificazione degli organismi viventi, fu possibile iniziare la sistematica classificazione degli organismi riportati in patria dagli esploratori dalle varie parti del globo. In particolare, Linneo propose una divisione dei viventi secondo il criterio della mobilità (regni animalia e plantae) e introdusse il genere Homo, sottolineando le somiglianze morfologiche fra uomo e scimmie antropomorfe. Per soddisfare i propri interessi di naturalista compì un lungo viaggio in Lapponia e in altre regioni europee, e fu tra i fondatori dell'Accademia Reale Svedese delle Scienze, occupandosi di giardini botanici e parchi zoologici.
Il naturalista e filosofo francese Georges-Louis Leclerc de Buffon (Montbard, Borgogna 1707 - Parigi 1788) fu membro dell'Accademia delle scienze di Parigi e responsabile del Jardin des Plantes, il futuro Museo nazionale di storia naturale di Francia; per il suo stile letterario accurato e vivace fu uno degli autori scientifici che conobbero maggiore diffusione nell'ambiente culturale francese dell'Illuminismo,tanto che Giacomo Leopardi lo definì "unico fra i moderni per il modo elegante di trattare le scienze esatte". Viene ricordato come autore della celebre Storia naturale (1749 - 1788), e diede origine a concetti della biologia moderna, come quello di selezione naturale, annotando osservazioni e principi biogeografici.
Nel 1760 il geologo italiano Giovanni Arduino, pioniere della stratigrafia, utilizzò per la prima volta il termine "terziario", dividendo il tempo geologico in tre ordini: primario, secondario e terziario; il Quaternario fu aggiunto in seguito, partendo da quel primo schema. Uno sistema più complesso si deve invece al geologo Charles Lyell, nel 1828. Il botanico olandese Jan Ingenhousz (Breda, 1730 - Calne, 1799) e lo svizzero Jean Sénébier, (Ginevra 1742 - 1809) scoprirono la funzione clorofilliana. Il chimico francese Antoine-Laurent de Lavoisier (Parigi, 1743 - 1794) iniziò una prima sistematizzazione della chimica nella seconda metà del XVIII secolo, oltre a essere auto di scoperta fondamentali, come il ruolo dell'ossigeno nella combustione e nella respirazione.  Degni di nota anche i contributi del naturalista ed esploratore francese Aimé Bonpland (La Rochelle, 1773 - Restauraciòn 1858), del geografo e naturalista tedesco Johann Reinhold Forster (Dirschau, 1729 – Halle an der Saale, 1798) e del figlio, naturalista e letterato tedesco, Georg Forster (Nassenhuben, Danzica 1754 - Parigi 1794).

### XIX secolo
In questo secolo nacque la moderna geografia, che in Humboldt e Carl Ritter i fondatori rispettivamente dell'indirizzo naturalistico e storico-antropologico, poi fusi in un'unica disciplina di dignità accademica, insegnata prima a Parigi e Berlino e poi più diffusamente; prima di allora, la geografia era incentrata perlopiù sulla cartografia, e geografi erano considerati coloro che disegnano le carte geografiche. Il proliferare di missioni di esplorazione e spedizioni scientifiche a mandato europeo, favorite dai progressi tecnologici e scientifici di settore, permisero da un lato di descrivere le caratteristiche delle diverse regioni e di riportare in patria e studiare esemplari dei loro organismi.
Alexander von Humboldt, naturalista, geografo, botanico, esploratore tedesco (Berlino 1769 - 1859) è considerato il fondatore della fitogeografia, ma lasciò notevoli eredità in ogni branca delle scienze naturali. Fu tra i primi a osservare le differenze nel clima e nella vegetazione delle diverse aree del pianeta, introdusse l'isoterma e valutò modelli di vita all'interno di fasce climatiche, descrivendone le caratteristiche nella sua opera Kosmos.
Risalgono al 1817 la prima edizione del pionieristico e influente Atlante Stieler (in tedesco: Stielers Handatlas) e al 1845 l'Atlante Fisico (in tedesco: Physikalischer Atlas), opere del geografo tedesco Heinrich Berghaus contenenti numerose mappe tematiche, sui temi della geografia fisica e biologia, insieme ad altre informazioni scientifiche risalenti allo stesso Humboldt.
Georges Cuvier (Montbéliard 1769 - Parigi 1832) biologo e naturalista francese, contribuì significativamente ai settori della paleontologia e dell'anatomia comparata, aiutando a impostarli in termini scientifici.
Nel 1809 Jean-Baptiste de Lamarck, naturalista francese (Basentin, Somme 1744 - Parigi 1829), espresse la "teoria dell'evoluzione biologica degli esseri viventi" formulata nella Philosophie Zoologique, secondo la quale le specie attuali deriverebbero da altre primordiali per successivi fenomeni di adattamento all'ambiente. Secondo Lamarck, i mutamenti dell'ambiente altererebbero i bisogni vitali, indurrebbero a stimoli interni, produrrebbero differenti forme di comportamento e un differenziamento strutturale e trasformazione degli organi; inoltre contemplò l'ereditarietà dei caratteri acquisita nella interazione individuo-ambiente.
In campo fisico-ottico l'italiano Ignazio Porro (Pinerolo 1801 - Milano 1875) inventò un sistema di prismi che consentiranno la costruzione di binocoli portali; il tedesco Joseph von Fraunhofer perfezionò il microscopio, consentendo lo sviluppo della teoria cellulare in biologia, in particolare nello studio di piante, animali e ambiente, con gli scambi tra le cellule e l'energia utilizzata.
Il chimico tedesco Justus von Liebig (Darmstadt 1803 - Monaco 1873) sostenne la teoria secondo cui le piante si nutrono di anidride carbonica tratta dall'aria, di sostanze minerali prelevate dal suolo e acqua.
Sir Charles Lyell, geologo scozzese (Kinnordy 1797 - Londra 1875), fu presidente della Geological Society, compì numerosi viaggi di esplorazione geologica, studiò fossili e sedimenti, propose una suddivisione dell'era cenozoica (“della vita recente” nota come era dei mammiferi detta anche terziaria) che diverrà famosa a livello internazionale. Integrò in questa proposta eventi paleogeografici (attività orogenica e vulcanica), variazioni nella idrosfera e nell'atmosfera, ed eventi biologici (rinnovamento dei molluschi e dei foramiferi, differenziazione e diffusione dei mammiferi, sviluppo dei primati, evoluzione degli ominidi). Nel 1830 pubblicò Principles of geology, in cui formulava la teoria metamorfica della crosta terrestre dovuta al lento raffreddamento del globo, in seguito alle trasformazioni provocate da aumenti di pressione e temperatura; tale teoria, opponendosi al cosiddetto catastrofismo, sosteneva l'attualismo del James Hutton, secondo cui i processi geologici osservabili nel presente sono gli stessi che hanno operato nel passato, fin dall’inizio della storia della terra. Lyell sostenne inoltre la teoria di Charles Darwin (Screwsbury 1809 - Londra 1882) sull'origine della specie e nell'opera Antiquity of man (1863) estese all'uomo i principi evoluzionistici.
Impostazioni di classificazioni botaniche su base geografica furono condotte anche da Sir Joseph Dalton Hooker (Haleswort 1817 - Sunningdale 1911), botanico inglese, nella comprensione della emergente teoria evoluzionistica.
Alphonse de Candolle (1806–1893) botanico svizzero, riprese l'opera Prodromus systematis naturalis iniziata dal padre Augustin Pyrame de Candolle, introducendo nuovi metodi di indagine e analisi fitogeografica, meglio conosciuti nella sua opera Geographye botanique raisonèe.
Esaminando la distribuzione di un gran numero di specie di uccelli, verificando che specie diverse vivevano o provenivano spesso dalle stesse aree geografiche, suggerirono a Philip Lutley Sclater (1829–1913) ornitologo britannico, che potevano esserci regioni faunistiche su larga scala; suddivise queste regioni in sei principali aree zoogeografiche che Wallace in seguito generalizzò ad altri gruppi di animali.
Il dibattito tra concetti di sopravvivenza ed estinzione, per selezione naturale (Darwin) e rapporto con l'ambiente (Lamark), stimolò ulteriori sviluppi nello studio della evoluzione soprattutto in Germania con il naturalista e studioso di embriologia Ernst Haeckel, aggiungendosi così allo studio dei reperti fossili; nel 1866 nella sua opera Generelle Morphologie der Organismen (Morfologia generale degli organismi) introduce per la prima volta il termine ecologia.
Con i risultati scientifici ottenuti dalla Spedizione Challenger, che andranno a integrare il patrimonio naturalistico dell'epoca, si gettarono le basi dell'oceanografia.
Occupandosi di studi di biologia marina Karl Mobius (Eilemburg 1825 - Berlino 1908) zoologo tedesco, stabilì il concetto di biocenosi, che in seguito sarà associato alla zonazione, l'individuazione graduata nello spazio e nel tempo, su larga scala (con approccio biogeografico) o su scala minore (con approccio ecologico), di specifici popolamenti (comunità biotiche).
Nel 1876 Alfred Russel Wallace di origine gallese (Llanbadoc 1823 - Broadstone 1913) naturalista, esploratore britannico, delinea in una mappa, in base ai dati raccolti prevalentemente su mammiferi, la distribuzione degli animali in sei diverse regioni zoogeografiche corrispondenti all'incirca ai continenti; le regioni coprono delle vaste zone della superficie terrestre, separate da grandi ostacoli alla migrazione (come oceani, grandi deserti e alte catene montuose), contenenti insiemi di specie diverse di animali e vegetazione che si sono evolute in un relativo isolamento, per lunghi periodi, in una cornice cronologica di eventi e variazioni; nasce la biogeografia come teoria scientifica, formatasi in un contesto tipicamente multidisciplinare.
| Regione Paleartica: 1. Centro e Nord Europa; 2. Sub-regione Mediterranea; 3. Sottoregione Siberiana (Asia settentrionale); 4. Giappone e Cina settentrionale (sottoregione della Manciuria);                                      | Regione Neartica: 1. Sottoregione Californiana; 2. Sottoregione delle Montagne Rocciose; 3. Sottoregione di Alleghany; 4. Sottoregione Canadese;                                                                        | Regione Neotropicale: 1. Sub-regione Cilena; 2. Sottoregione Brasiliana; 3. Sottoregione Messicana; 4. Sub-regione delle Antille                                                                             |
| --- | --- | --- |
| Regione Etiope (Afrotropicale): 1. Sottoregione dell'Africa orientale (Africa centrale e orientale); 2. Sub-regione dell'Africa occidentale; 3. Sub-regione Sudafricana; 4. Sottoregione Malgascia (Madagascar e Isole Mascarene) | Regione orientale (Indo-Pacifico): 1. Sottoregione Indiana (Hindostan); 2. Sottoregione di Ceylon e dell'India meridionale; 3. Sottoregione Indocinese (Sottoregione Himalayana); 4. Sottoregione Malese (Indo-Malese); | Regione Australiana (Indo-Pacifico): 1. Sub-regione Austro-Malese; 2. Sottoregione Australiana (Australia e Tasmania); 3. Sottoregione Polinesiana (Isole del Pacifico); 4. Sottoregione della Nuova Zelanda |

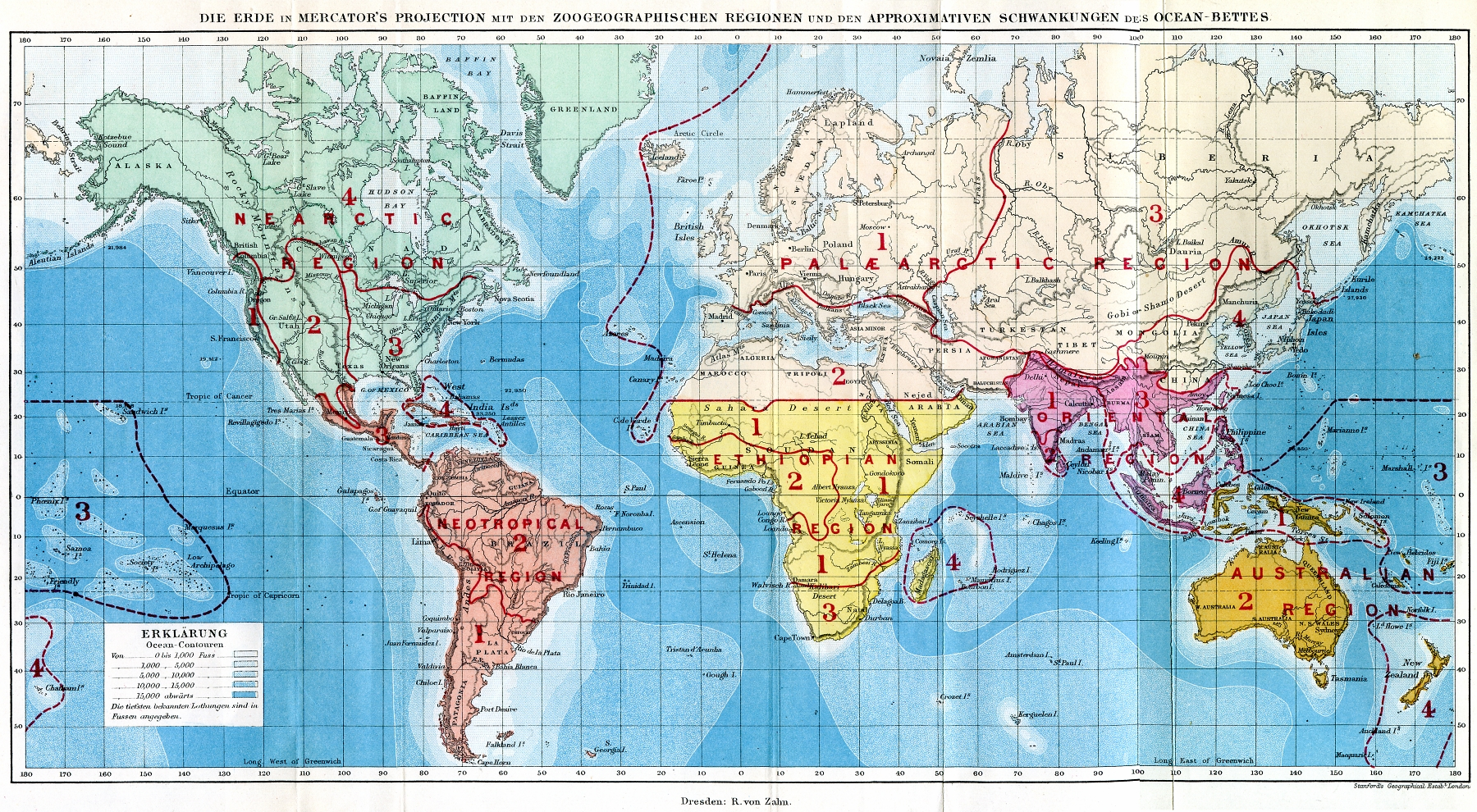
Titolo originale: La distribuzione geografica degli animali; con uno studio delle relazioni tra faune viventi ed estinte per chiarire i cambiamenti passati della superficie terrestre; autore: Alfred Russel Wallace; Data: 1876;

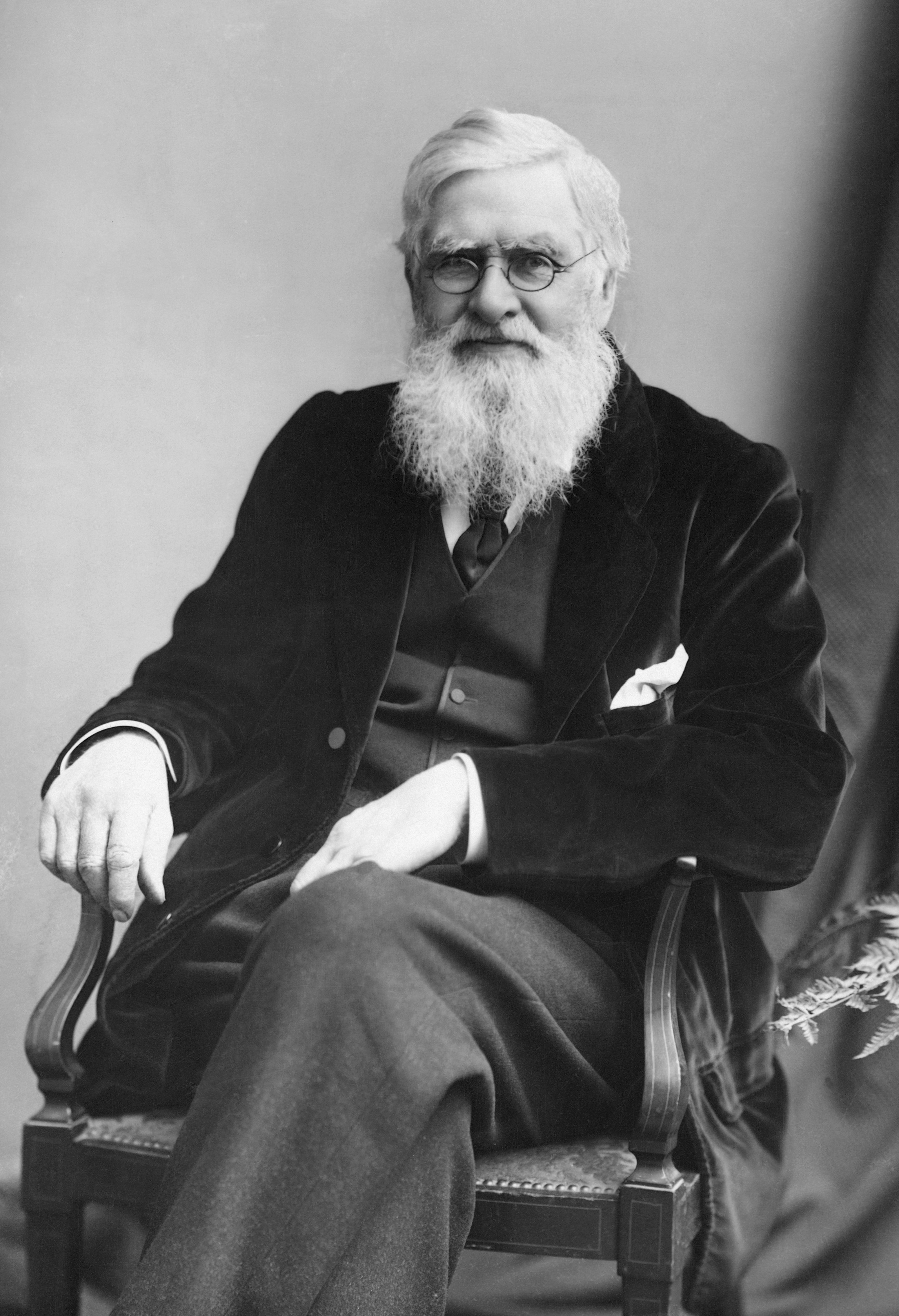
Il naturalista inglese Alfred Russel Wallace è considerato il padre della biogeografia

Darwin insieme a Wallace fornirono all'epoca solide basi alla disciplina nascente attraverso il confronto e l'analisi dei dati raccolti sulla distribuzione geografica degli animali e della vegetazione, per sostenere la teoria evoluzionistica, considerando inoltre sia aspetti su variazioni climatiche che eventi geologici; Ciò avrebbe spiegato la presenza di specie simili e rappresentative in entrambi gli emisferi, ma anche la presenza di specie molto diverse in aree geografiche con caratteristiche simili, dovuto alle diverse barriere fisiche geografiche, alle diverse tipologie di mobilità di piante e animali e all'evoluzione nel tempo delle specie stesse; sia Darwin che Wallace hanno prestato molta attenzione alle isole oceaniche con la descrizione di esempi di evoluzione, avvenute attraverso il processo della speciazione; questo interesse particolare per le isole fu ulteriormente ampliato e approfondito nel campo di studi della biogeografia insulare; la discontinuità tra le regioni orientali indo pacifica e quella australiana è nota come linea di Wallace.
Mentre gli stati europei si dotavano di Istituti Geografici Nazionali (in qualche caso anche extraeuropei come la Russia e gli Stati Uniti d’America), continuando i rilevamenti sui propri territori e i possedimenti coloniali, le rappresentazioni cartografiche ufficiali risultavano su scale mal confrontabili tra loro (Francia e Olanda 1:80.000 con sistema metrico decimale; Gran Bretagna 1:63.360 cioè pollice/miglio; Impero Austroungarico 1:75.000 con sistema metrico decimale; Russia 1:126.000 con misura delle distanze in verste al posto di km; in Italia 1:25.000 poi 1:100.000 terminata nel 1902), nel contesto la cartografia tematica ebbe una diffusione costante grazie anche al concorso di alcuni fattori predisponenti:
- lo sviluppo scientifico-tecnologico e la nascita di nuovi settori disciplinari (chimica, fisica, mineralogia, geologia, biogeografia, ecologia, ecc.) che richiedevano strumenti efficaci e innovativi di descrizione e interpretazione per quanto riguardava i loro risvolti spaziali, ambientali e territoriali.
- I miglioramenti nella conoscenza e nella misurazione della Terra grazie all'impegno di autorità statali e di privati cittadini favorite da istituzioni di ricerca nel mondo, in tutta Europa e come l'Accademia Nazionale dei Lincei in Italia sotto il patrocinio dell'allora presidente Quintino Sella.
- La rivoluzione industriale trova riscontro nella metamorfosi e diversificazione dei paesaggi terrestri: morfologie glaciali; terre selvagge (foreste, tundra, deserti); foreste o boschi abitati, terre non coltivate; praterie e pascoli; terre coltivate; villaggi; zone urbane; zone densamente popolate; nelle infrastrutture (dighe, ponti, ecc.) nelle vie di comunicazione e nella ricerca di materie prime, la cui collocazione sul territori può essere immediatamente percepita attraverso l'ausilio di carte tematiche.
- La crescente disponibilità di informazioni statistiche, grazie all'istituzione di enti statali specifici, potendo fornire i dati necessari, come per esempio, demografici e indicatori socio-economici della popolazione o la popolazione urbana, utili alla costruzione di carte tematiche.

Nel 1879 si istituisce l'USGS; proseguono gli studi su litogenesi, orogenesi, epirogenesi con il geologo statunitense Grove Karl Gilbert, sulla struttura della crosta continentale e quella oceanica, e la tettogenesi (come traslazione e deformazione orizzontale rispetto alla orogenesi intesa come sollevamento verticale), non ancora ben definite; tentando di trovare una spiegazione il più possibile unitaria si formarono numerose teorie generali, diverse e talvolta addirittura tra loro contrastanti, che richiederanno ulteriori studi successivi.

### XX Secolo
L'ecologia propose di comprendere gli esseri viventi nel loro habitat e attraverso le reciproche relazioni fra essi, affermando che gli esseri viventi si inseriscono in un sistema complesso nel quale ciascun elemento influenzava tutti gli altri, all'interno di uno spazio finito: il sistema Terra; dove lo spazio vicino a sua volta è ecologicamente connesso a uno spazio più lontano e così via fino a fare il giro del pianeta.
Agli esordi l’ecologia ha carattere di rivoluzione culturale spostando l'attenzione su ciò che formava e valorizzava il vivente ed economizzando il suo lavoro, mediante principi economici come il non indebitamento, la localizzazione degli scambi e il ricorso a concetti fisici come le relazioni tra energie endogene ed esogene in relazione con la materia formata da biomassa; in questo modo, si fissarono non più solo principi biologici come lo scambio fra organismi e ambiente.
Vengono fondate nel 1913 la British Ecological Society e nel 1915 l'Ecological Society of America.
Attingendo alle teorie mendeliane, il biologo olandese Hugo de Vries formula la teoria delle mutazioni e fornisce un fondamento genetico all'evoluzionismo darwiniano.
Tor Bergeron (1891–1977) meteorologo svedese, realizza una classificazione basata sul movimento delle grandi masse d'aria, legata principalmente alle latitudini e alle proprietà termo-igrometriche delle regioni d'origine; questo schema portò a una classificazione spaziale sinottica.
I climatologi Wladimir Peter Köppen (San Pietroburgo 1846 – Graz,1940) e Rudolf Geiger (Erlangen 1894 – Monaco di Baviera 1981) misero a punto nel 1936 la classificazione basata sulle medie annue di temperature, precipitazioni e siccità, originariamente pensata per cogliere la variabilità della copertura vegetale del mondo con altri fattori di tipo geografico (bioma); il concetto alla base era che il clima di una certa regione è ben definito e rappresentato dalle piante in essa presenti.
Nel 1939 il biogeografo tedesco Carl Troll, presidente dell'Unione Geografica Internazionale (1960-64) e della Commissione di Geoecologia delle grandi altitudini, nonché autore di studi di alta montagna, definì il termine "ecologia del paesaggio".
Il paleontologo statunitense George Gaylord Simpson, nello studio delle relazioni tra esseri viventi e fossili, ha provveduto a definire una distinzione tra la storica tassonomia e la più recente sistematica, distinguendo sistematica filogenetica e sistematica evolutiva.
Gli studi volti alla classificazione, le ricerche di anatomia comparata, di biogeografia, di fisiologia o l'analisi delle relazioni ecologiche ed evolutive tra i diversi organismi non sarebbero stati possibili, senza il materiale proveniente dalle diverse regioni del mondo e raccolto durante le spedizioni scientifiche.

## Campi di sviluppo biogeografico

### Biogeografia ecologica
La biogeografia ecologica esamina le relazioni tra gli organismi ed il loro ambiente, la distribuzione delle specie vegetali e animali su scala locale o regionale, ai diversi livelli di organizzazione degli esseri viventi: popolazione, comunità, ecosistema, habitat, nicchia ecologica, esaminando ai vari livelli come vengono influenzate nel tempo dai processi ecologici (fisici, chimici, biologici) e come interagiscono tra loro.

### Biogeografia insulare
Gli effetti biogeografici sono maggiormente apprezzabili nelle isole; la biogeografia insulare è un campo d'indagine della biogeografia che esamina i fattori che condizionano la ricchezza di specie animali e vegetali entro comunità naturali geograficamente isolate.

### Biogeografia storica
La biogeografia storica esamina la distribuzione spaziale delle forme vegetali e animali, studiando come si sono modificati gli organismi e le specie, attraverso i processi evolutivi, la speciazione, l'estinzione e la dispersione su scala continentale o globale, in periodi di tempo lunghi, considerando tempi geologici e raggruppamenti tassonomici; il tipo di distribuzione delle specie nelle diverse aree geografiche può essere descritto anche attraverso una combinazione tra processi ed eventi storici, come ad esempio la speciazione, l'estinzione, con la deriva dei continenti e le glaciazioni.

### Paleobiogeografia
La paleobiogeografia è il campo di studio che descrive e spiega la distribuzione geografica degli antichi esseri viventi. 
Già nel XIX si era osservato come la diffusione di piante e animali fosse in qualche modo incompatibile con un'idea di geografia statica, ma è all'inizio del XX secolo che la paleobiogeografia inizia a definirsi come scienza principalmente ad opera dello scienziato ed esploratore tedesco Alfred Wegener (Berlino 1880 - Groenlandia 1930). Il suo scopo era ricostruire la dinamica delle posizioni dei continenti nel tempo, anche mediante la distribuzione geografica dei fossili; tale lavoro ha portato alla nascita della teoria della deriva dei continenti. 

Tale studio i basò sull'esame paleontologico effettuato su strati di roccia sedimentaria: i resti fossili animali e vegetali ivi presenti vennero correlati a variazioni paleoclimatiche (tracce di glaciazioni e grandi giacimenti di carbon fossile di antiche foreste di tipo equatoriale a diverse latitudini) ed eventi paleogeografici (somiglianza nel profilo delle coste Sudamerica orientale e Africa occidentale con aree di adattamento geologico attraverso i continenti); la ricostruzione fu effettuata partendo dal Paleozoico superiore, quando il lungo oceano che separava il supercontinente Gondwana dai continenti Laurasia cominciava a chiudersi. 

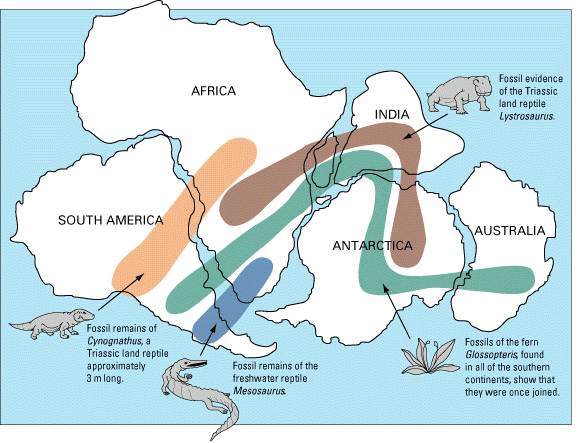
Prove fossili per l'esistenza del supercontinente meridionale Gondwana. Come notato già da Antonio Snider-Pellegrini e in seguito da Alfred Wegener, le distribuzioni paleobiogeografiche disgiunte dei resti fossili di piante e animali ritrovati negli attuali continenti ampiamente separati, fornirebbero modelli definiti seguendo il meccanismo della deriva dei continenti; Legenda dalle bande di colori sulla mappa: Blu-Mesosaurus (Wegener); Marrone-Lystrosaurus; Arancione-Cynognatus.

L'ipotesi della deriva dei continenti diede un notevole impulso a ulteriori studi ed ebbe tra i suoi sostenitori anche illustri geologi. Le teoria ebbe inizio nel 1912, proseguì con la scoperta di evidenze paleomagnetiche, ma solo cinquanta anni dopo fu proposta l'idea di espansione dei fondali oceanici dal geologo statunitense Harry Hammond Hess; sebbene gli scienziati fossero all'inizio scettici, questa concezione di vasta portata portò alle conclusioni della teoria unificante della tettonica delle placche.

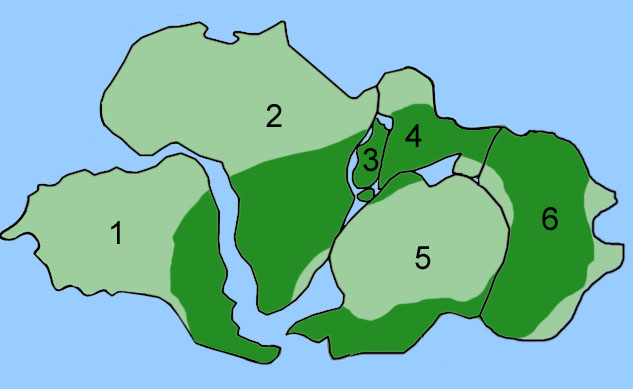
Distribuzione paleobiogeografica dei moderni fossili: Verde scuro-Glossopteris (Wegener) sui continenti nelle loro posizioni come parti del supercontinente Gondwana, se i continenti fossero riuniti. Legenda: 1. Sudamerica; 2. Africa; 3. Madagascar; 4. Sub continente Indiano; 5 Antarctica; 6. Australia.

La deriva dei continenti e i la tettonica hanno prodotto frammentazione dei continenti e conseguentemente incremento dell'isolamento geografico, influenzando significativamente la biodiversità. In particolare, la frammentazione nei continenti e negli oceani disposti lungo un asse nord-sud, ha determinato maggiore isolamento e maggiore biodiversità, perché i cambiamenti del clima lungo l'arco latitudinale hanno avuto l’effetto di interrompere le vie di comunicazione; quando invece i continenti e gli oceani si trovavano lungo un asse est-ovest, per cui le zone orientate lungo l’arco longitudinale risultavano meno isolate climaticamente, si è avuto l’effetto di una minore diversificazione e un minor tasso di evoluzione.
L'isolamento ha avuto anche l'effetto di consentire l'evoluzione indipendente di tratti simili in organismi non apparentati per un fenomeno chiamato convergenza evolutiva: organismi diversi si adattano ad ambienti simili, sviluppando tratti simili. La frammentazione dei continenti ha avuto invece l'effetto di consentire un fenomeno chiamato evoluzione divergente: strutture con origine comune sviluppano forme diverse nel tempo, com'è successo ai vertebrati.
La paleobiogeografia inoltre permette di contestualizzare ipotesi che riguardano il tempo in cui sono avvenuti eventi biogeografici, come ad esempio la vicarianza e geo-dispersione, e fornisce informazioni indispensabili per la formazione di bioti regionali.
Diversi studi indipendenti, di recente, hanno utilizzato analisi molecolari confermate da resti fossili per dimostrare, ad esempio, che i passeriformi Oscines abbiano avuto origine nel Gondwana orientale/Australia, durante il tardo Paleogene e da lì si sono diffusi nel Sud-est asiatico e poi in Africa, con distribuzione globale all'inizio del Neogene; sebbene queste stime temporali siano approssimative indicano che insieme alle presunte aree ancestrali, possono essere confrontate con eventi noti di movimenti della tettonica delle placche concordando che si verificò un singolo evento di dispersione dall'Australia attraverso l'Oceano indiano all'Africa; questo per gli scienziati spiegherebbe la presenza di tutte queste "antiche" linee filetiche di passeriformi in Africa e Sudamerica come sottordine Suboscine.

### Biogeografia Moderna

#### Tecniche e metodi
La biogeografia moderna approccia la materia di studio in modo integrato; ciò può comprendere una fase analitica per singole discipline, cui segue una fase di sintesi degli elementi considerati. In tale fase sintetica, si evidenziano continuità e dinamiche tra tali elementi, considerando correlazioni, periodi storici, e scale rappresentative.
La biogeografia moderna si avvale spesso dell'uso di sistemi informativi geografici (GIS) per comprendere i fattori che influenzano la distribuzione degli organismi, prevederne le tendenze future e risolvere problemi ecologici che hanno un aspetto spaziale. In particolare, il sistema GIS permette di integrare, descrivere e analizzare statisticamente in una piattaforma informatica unica tutti i dati geolocalizzati che provengono da differenti sistemi di rilevamento.
Vengono utilizzate anche tecniche di telerilevamento, in superficie con la tecnica del fototrappolaggio o in immersione con utilizzo dei ROV (Remotely Operated Vehicles), per acquisire da remoto dati quantitativi e qualitativi. Permane comunque l'utilizzo dell'osservazione diretta, effettuata sul posto dai biogeografi con o senza campionamenti (fisici, chimici, biologici), quale tecnica di rilevamento a maggior dettaglio su aree di proporzioni limitate, o per la taratura su scala ridotta l'acquisizione di informazioni svolta con altre tecniche per aree più vasta.

#### Nuovi ambiti applicativi
Con l'affermarsi del concetto di zona economica esclusiva, la piattaforma continentale ha iniziato a essere considerata un'estensione dei territori nazionali; l'adozione delle zone di protezione ecologica ha quindi esteso alla piattaforma le relative strategie di gestione degli ecosistemi marini, pelagici e bentonici; in quest'ottica, si sono sviluppati rilievi e indagini a carattere ecologico e oceanografico con implicazioni per lo studio biogeografico di tali ambienti.
In periodi di cambiamenti ecologici, la biogeografia include lo studio delle piante e animali in "habitat rifugio" del passato e del presente, la loro distribuzione provvisoria e la sopravvivenza localizzata di alcune popolazioni.
L'idea che una certa quantità di spazio fisico dalle dimensioni ambientali delimitate possa sopportare un numero limitato di popolazione, è intrinsecamente legato all'uso delle risorse o provviste di cibo disponibili e implica il concetto di capacità portante del sistema, uno studio al quale ci si riferisce come dinamica delle popolazioni.
La conoscenza delle variazioni numeriche e di frequenza degli organismi nello spazio riveste un'importanza vitale oggi tanto quanto in passato, come segno dell'adattamento delle specie e del riconoscimento di ambienti geograficamente prevedibili.